# Consejo Nacional de Universidades (Venezuela)
El Consejo Nacional de Universidades (CNU) es, en Venezuela, el organismo rector del sistema de educación superior y está adscrito al Ministerio de Educación Superior. Está formado por instituciones de una elevada calidad académica orientadas a producir y transmitir conocimientos. La sede principal se encuentra en Caracas, Plaza Venezuela, planta baja de la Torre Capriles.

## Composición
| Cargo                                                                                           | Ocupantes                           |
| Ministro del Poder Popular para la Educación Universitaria.                                     | Tibisay Lucena                      |
| Viceministro de Desarrollo Académico                                                            | Rubén Darío Reinoso Ratjes          |
| Viceministro de Planificación Estratégica                                                       | Luis Francisco Bonilla Molina       |
| Viceministro de Políticas Estudiantiles                                                         | Jehyson José Guzmán Araque          |
| Representante de Fondo Nacional para la Ciencia y Tecnología                                    | Guillermo Barreto                   |
| Secretario Permanente del Consejo Nacional de Universidades                                     | Asalia Venegas Simancas             |
| Consultor Jurídico del Consejo Nacional de Universidades                                        | José Lorenzo Rodríguez              |
| Coordinador del Núcleo de Secretarios                                                           | Christián Puig                      |
| Coordinador del Núcleo de Vicerrectores Académicos                                              | Rafael Escalona                     |
| Coordinador del Núcleo de Vicerrectores Administrativos                                         | Arnaldo Escalona Peñuela            |
| Director de la Oficina de Planificación del Sector Universitario                                | Marjorie J. Cadenas R.              |
| Representante del Ministerio del Poder Popular para las Finanzas                                | Zuleima Aguilarte                   |
| Representante Profesoral de la Asamblea Nacional de Venezuela                                   | Héctor Acosta                       |
| Representante Profesoral de la Asamblea Nacional de Venezuela                                   | Fernando Bianco                     |
| Rector de la Universidad Nacional Experimental Rómulo Gallegos.                                 | Jose Luis Berroteran Nuñez          |
| Rector de la Universidad Bolivariana de Trabajadores "Jesús Rivero"                             | Arquímedes José Mundaraín Rojas     |
| Rector de la Universidad Bolivariana de Venezuela                                               | Prudencio Chacón Piñango            |
| Rector de la Universidad Central de Venezuela                                                   | Cecilia Carlota García Arocha       |
| Rector de la Universidad Centroccidental Lisandro Alvarado                                      | Francisco Leone Durante             |
| Rector de la Universidad de Carabobo                                                            | Jessy Divo De Romero                |
| Rector de la Universidad de los Andes                                                           | Mario Bonucci Rossini               |
| Rector de la Universidad de Oriente                                                             | Milena Bravo de Romero              |
| Rector de la Universidad del Zulia                                                              | Jorge José Palencia Piña            |
| Rector de la Universidad Deportiva del Sur                                                      | Alberto Martín Phillys Roberts      |
| Rector de la Universidad Nacional Experimental Marítima del Caribe                              | Olga Durán De Mostaffá              |
| Rector de la Universidad Marítima del Caribe                                                    | José Carlos Gaitán Sanchéz          |
| Rector de la Universidad Militar Bolivariana de Venezuela                                       | Alexis Ascensión López Ramírez      |
| Rector de la Universidad Nacional Abierta                                                       | Manuel Castro Pereira               |
| Rector de la Universidad Nacional Experimental de Guayana                                       | María Elena Latuff De Milano        |
| Rector de la Universidad Nacional Experimental de la Seguridad                                  | Soraya El Achkar                    |
| Rector de la Universidad Nacional Experimental de las Artes                                     | Emma Elinor Cesín Centeno           |
| Rector de la Universidad Nacional Experimental de las Fuerzas Armadas                           | Jesús Gregorio González González    |
| Rector de la Universidad Nacional Experimental de Los Llanos "Ezequiel Zamora"                  | Willian Paéz Sosa                   |
| Rector de la Universidad Nacional Experimental de Yaracuy                                       | Yanira Auxiliadora López Zorrilla   |
| Rector de la Universidad Nacional Experimental del Táchira                                      | Raúl Alberto Casanova Ostos         |
| Rector de la Universidad Nacional Experimental "Francisco de Miranda"                           | José Yancarlos Yépez Hurtado        |
| Rector de la Universidad Nacional Experimental Politécnica "Antonio José de Sucre"              | Rita Elena Áñez                     |
| Rector de la Universidad Nacional Experimental Simón Rodríguez                                  | Mirian Balestrini Acuña             |
| Rector de la Universidad Nacional Experimental Sur del Lago                                     | Elys Gilbrando Mora Belandria       |
| Rector de la Universidad Pedagógica Experimental Libertador                                     | Raúl Edecio López Sayago            |
| Rector de la Universidad Politécnica Territorial de Barlovento “Argelia Laya”                   | Gerónimo Alberto Sánchez García     |
| Rector de la Universidad Politécnica Territorial de Paria “Luis Mariano Rivera”                 | Luis Pláceres                       |
| Rector de la Universidad Politécnica Territorial del Alto Apure “Pedro Camejo”                  | Ulises Francois Gómez Vargas        |
| Rector de la Universidad Politécnica Territorial del estado Aragua “Federico Brito Figueroa”    | Bettys Emilia Muñoz                 |
| Rector de la Universidad Politécnica Territorial del estado Barinas “José Félix Ribas”          | Rubén Castillo                      |
| Rector de la Universidad Politécnica Territorial del estado Lara “Andrés Eloy Blanco”           | Bertha Pulido León                  |
| Rector de la Universidad Politécnica Territorial del Estado Mérida “Kléber Ramírez”             | Myriam Teresa Anzola                |
| Rector de la Universidad Politécnica Territorial del Estado Portuguesa “Juan de Jesús Montilla” | William Rafael Romero               |
| Rector de la Universidad Politécnica Territorial del Norte del Táchira “Manuela Sáenz”          | Argenis Hevia Medina                |
| Rector de la Universidad Politécnica Territorial del Oeste de Sucre “Clodosbaldo Russian”       | Enry Gustavo Gómez                  |
| Rector de la Universidad Simón Bolívar                                                          | Enrique Planchart                   |
| Rector de la Universidad Venezolana de Hidrocarburos                                            | Argenis Rodríguez                   |
| Rector de la Universidad Nacional Experimental Rafael María Baralt                              | William Orlando Vanegas Espinoza    |
| Rector de la Universidad Politécnica Territorial de Valencia                                    | Maria Auxiliadora Castillo Espinoza |
| Representante Estudiantil de las Universidades Experimentales                                   | Manuel Torres                       |
| Representante Estudiantil de las Universidades Privadas                                         | Eddie Alejandro Parada              |
| Representante Estudiantil Universidades No Experimentales                                       | Miguel Díaz                         |
| Representante Profesoral de las Universidades Autónomas                                         | Clotilde Navarro                    |
| Representante Profesoral de las Universidades Experimentales                                    | Alexis Guerra                       |
| Representante Profesoral de las Universidades Privadas                                          | Ulises Capella                      |

## Programa Nacional de Admisión
Este Consejo es el ente encargado de organizar y aplicar a los interesados un examen requerido para iniciar los estudios de educación superior en Venezuela, denominado Prueba Nacional de Admisión, que es solo una parte de un macro proceso llamado Programa Nacional de Admisión, los cuales se llevan a cabo anualmente y permite asignar a los aspirantes a las diferentes instituciones educativas superiores (Colegios Universitarios, Institutos, Universidades) y se obtiene después de promediar las notas de educación media y la calificación obtenida en dicho examen; dando como resultado otro valor llamado índice académico que sirve como referencia de medición a los conocimientos básicos del individuo.

## Nuevo Sistema Nacional de Admisión
Actualmente se está estudiando un nuevo sistema de admisión el cual entrará en funcionamiento a partir del año 2008, es decir, el Programa Nacional de Admisión de 2008 ya no será basado en la Prueba Nacional de Admisión sino en un nuevo sistema que determinará este ente, en conjunto con el Ministerio de Educación Superior contanto con la participación de las diferentes instituciones de educación superior que se establecen en la nación.